# Stirtonanthus taylorianus
Stirtonanthus taylorianus är en ärtväxtart som först beskrevs av Harriet Margaret Louisa Bolus, och fick sitt nu gällande namn av B.-e.van Wyk och Anne Lise Schutte. Stirtonanthus taylorianus ingår i släktet Stirtonanthus och familjen ärtväxter. Inga underarter finns listade i Catalogue of Life.

## Bildgalleri